# 沙炒

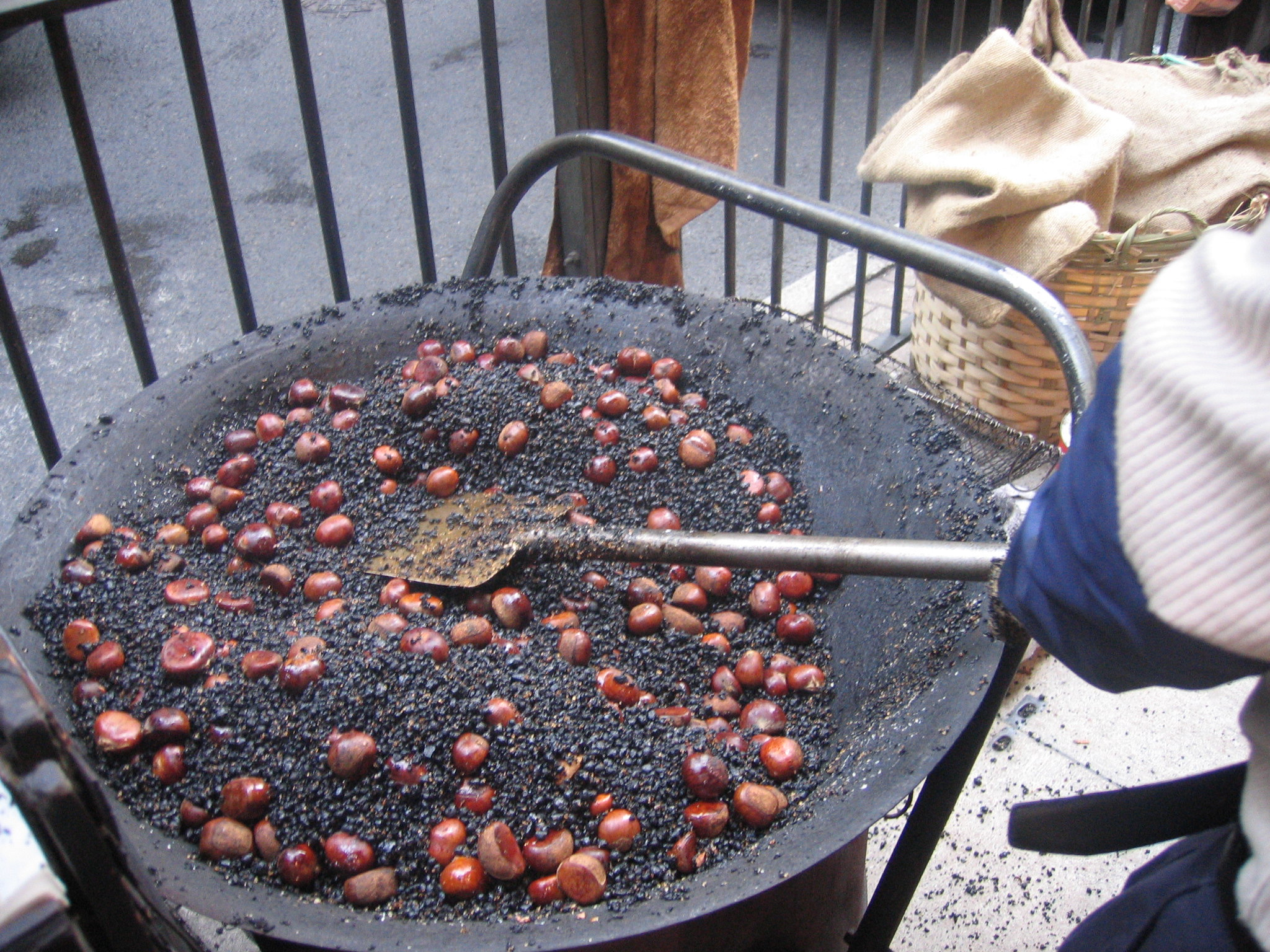
沙炒栗子

沙炒，是指用沙子作为传热介质对食物进行加热的烹饪手段。沙炒主要用来加热瓜子、板栗、花生这类有壳的坚果，利用沙子可以使它们的受热更均匀。